# Liste der Naturdenkmäler im Landkreis Bayreuth
Im Landkreis Bayreuth gab es am 1. Juli 2018 insgesamt 246 Naturdenkmäler.